# Ibraima So
Ibraima So (sinh ngày 30 tháng 11 năm 1987) là một cầu thủ bóng đá người Guiné-Bissau thi đấu cho Vilaverdense F.C..